# King Biscuit Flower Hour Presents Greg Lake in Concert
| Recensione   | Giudizio    |
| ------------ | ----------- |
| AllMusic     | [ 1 ]       |
| Discogs      | [ 2 ]       |
| Sputnikmusic | 3.5 (Great) |

King Biscuit Flower Hour Presents Greg Lake in Concert è un album dal vivo di Greg Lake, pubblicato nel 1995 dalla King Biscuit Flower Hour Records.

## Tracce
1. Fanfare for the Common Man – 6:10 (Aaron Copland)
2. Karn Evil 9* / Nuclear Attack** – 5:46 (Keith Emerson, Greg Lake, Peter Sinfield* / Gary Moore**)
3. The Lie – 4:34 (Greg Lake, Tommy Eyre, Tony Benyon)
4. Retribution Drive – 5:41 (Greg Lake, Tommy Eyre, Tony Benyon)
5. Lucky Man – 4:50 (Greg Lake)
6. Parisienne Walkways – 6:03 (Gary Moore, Phil Lynott)
7. You Really Got a Hold on Me – 5:25 (Smokey Robinson)
8. Love You Too Much – 5:03 (Bob Dylan, Greg Lake, Helena Springs)
9. 21st Century Schizoid Man – 9:07 (Greg Lake, Ian McDonald, Michael Giles, Peter Sinfield, Robert Fripp)
10. In the Court of the Crimson King – 5:40 (Ian McDonald, Peter Sinfield)

## Formazione
Greg Lake Band
- Greg Lake - voce, chitarre
- Gary Moore - chitarra solista, accompagnamento vocale
- Tommy Eyre - tastiere, accompagnamento vocale
- Tistram Margetts - basso
- Ted McKenna - batteria

Note aggiuntive
- Greg Lake - produttore
- Barry Ehrmann, Micky Berresheim, Evert Wilbrink, Steve Ship - produttori esecutivi
- Registrazioni live effettuate il 5 novembre 1981 al Hammersmith Odeon di Londra (Inghilterra)
- Masterizzato da Suba Gur al PolyGram Studios[4]